# Zevulun Orlev
Zevulun Orlev (hebreiska: זבולון אורלב), född 9 november 1945, är en israelisk politiker, tidigare partiledare för Mafdal och social- och arbetsmarknadsminister.